# دون بلاك
دون بلاك (بالإنجليزية: Don Black)‏ هو صحفي وسياسي أمريكي، ولد في 28 يوليو 1953 بآثنز في الولايات المتحدة. حزبياً، نشط في الحزب الجمهوري.